# Histoire-géographie
Pour des articles plus généraux, voir Enseignement de l'histoire et Enseignement de la géographie.
 (octobre 2023).
La mise en forme du texte ne suit pas les recommandations de Wikipédia : il faut le « wikifier ».
Les points d'amélioration suivants sont les cas les plus fréquents. Le détail des points à revoir est peut-être précisé sur la page de discussion.
- Les titres sont pré-formatés par le logiciel. Ils ne sont ni en capitales, ni en gras.
- Le texte ne doit pas être écrit en capitales (les noms de famille non plus), ni en gras, ni en italique, ni en « petit »…
- Le gras n'est utilisé que pour surligner le titre de l'article dans l'introduction, une seule fois.
- L'italique est rarement utilisé : mots en langue étrangère, titres d'œuvres, noms de bateaux, etc.
- Les citations ne sont pas en italique mais en corps de texte normal. Elles sont entourées par des guillemets français : « et ».
- Les listes à puces sont à éviter, des paragraphes rédigés étant largement préférés. Les tableaux sont à réserver à la présentation de données structurées (résultats, etc.).
- Les appels de note de bas de page (petits chiffres en exposant, introduits par l'outil «  Source ») sont à placer entre la fin de phrase et le point final[comme ça].
- Les liens internes (vers d'autres articles de Wikipédia) sont à choisir avec parcimonie. Créez des liens vers des articles approfondissant le sujet. Les termes génériques sans rapport avec le sujet sont à éviter, ainsi que les répétitions de liens vers un même terme.
- Les liens externes sont à placer uniquement dans une section « Liens externes », à la fin de l'article. Ces liens sont à choisir avec parcimonie suivant les règles définies. Si un lien sert de source à l'article, son insertion dans le texte est à faire par les notes de bas de page.
- La présentation des références doit suivre les conventions bibliographiques. Il est recommandé d'utiliser les modèles {{Ouvrage}}, {{Chapitre}}, {{Article}}, {{Lien web}} et/ou {{Bibliographie}}. Le mode d'édition visuel peut mettre en forme automatiquement les références.
- Insérer une infobox (cadre d'informations à droite) n'est pas obligatoire pour parachever la mise en page.

Pour une aide détaillée, merci de consulter Aide:Wikification.
Si vous pensez que ces points ont été résolus, vous pouvez retirer ce bandeau et améliorer la mise en forme d'un autre article.
 (mai 2021).
Si vous disposez d'ouvrages ou d'articles de référence ou si vous connaissez des sites web de qualité traitant du thème abordé ici, merci de compléter l'article en donnant les références utiles à sa vérifiabilité et en les liant à la section « Notes et références ».

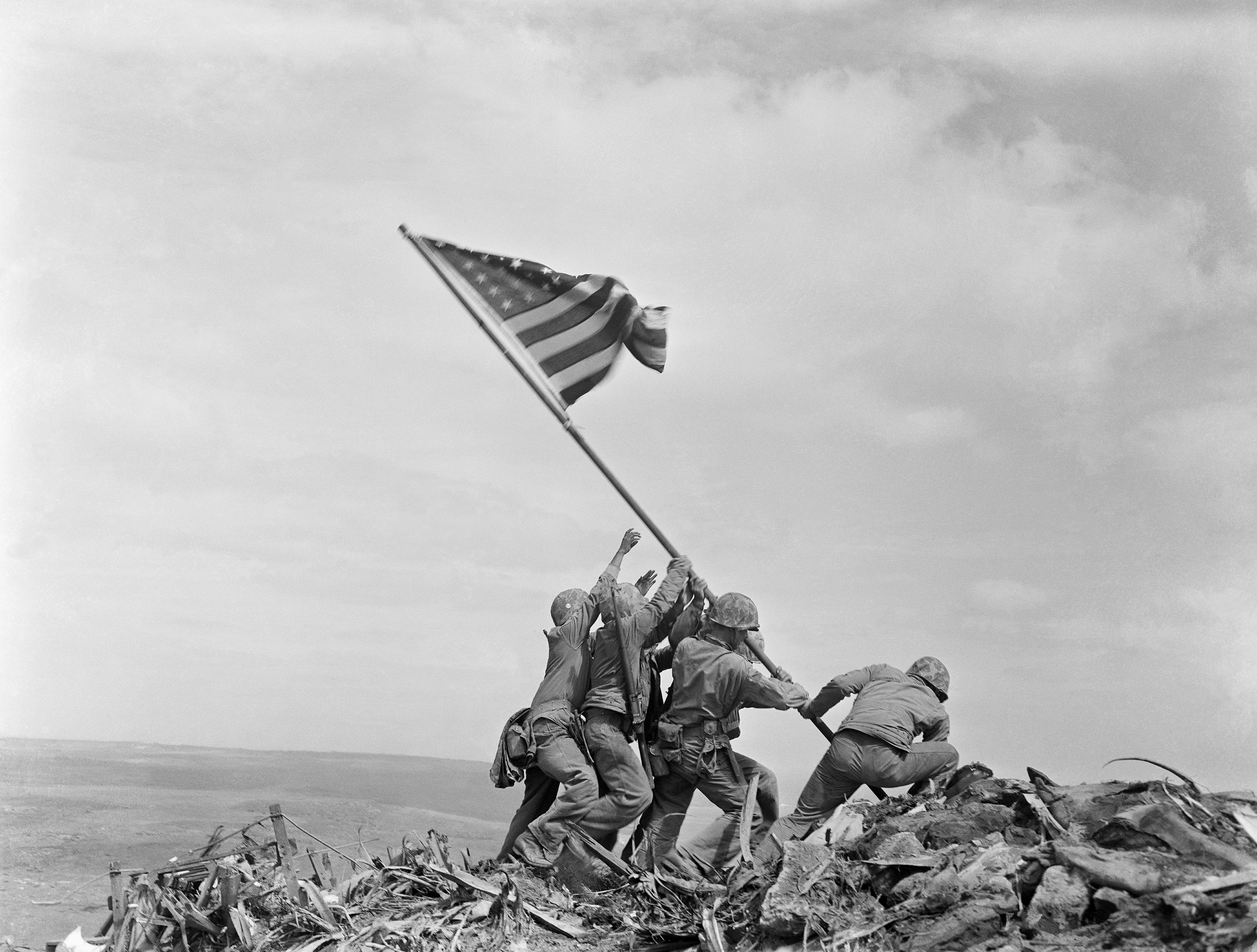
Deuxième drapeau de la victoire américaine à la bataille d'Iwo Jima en 1945.

Dans l'enseignement secondaire du système éducatif français, la matière consacrée aux sciences humaines se compose de l'histoire, la géographie et l'enseignement moral et civique au collège. Elle se poursuit accompagnée des sciences économiques et sociales au lycée général et technologique. Elle est rattachée aux Lettres au lycée professionnel.
L'association de l'enseignement du temps historique et de l'espace géographique est une spécialité de la République française. Les programmes d'histoire et de géographie sont généralement séparés dans les autres pays du monde. Depuis la IIIe République, l'histoire des programmes d'histoire-géographie a évolué en fonction des ministères. Ces derniers sont aujourd'hui composés par le Conseil supérieur des programmes.

## Programmes du collège (depuis 2015)
Les programmes actuels proviennent de la réforme de l'enseignement au collège de 2015 portée par la ministre de l'Éducation nationale Najat Vallaud-Belkacem sous la présidence de François Hollande. 
Au collège, l’enseignement de l'histoire, la géographie et l'EMC (enseignement moral et civique) représente 3 heures par semaine pour les classes de 6e, 5e, 4e et 3 heures 30 pour la classe de 3e. Les thèmes abordés en enseignement moral et civique sont abordés par cycles : le cycle 3 (cycle de consolidation) et le cycle 4 (cycle des approfondissements).
La matière joue un rôle clé dans la compétence intitulée « Représentations du monde et de l'activité humaine » du socle commun de connaissances, de compétences et de culture.

### Classe de sixième

#### Histoire
Thème 1. La longue histoire de l'humanité et des migrations 
- H1. Les débuts de l'humanité
- H2. La révolution du néolithique
- H3. Premiers États, premières écritures

Thème 2. Récits fondateurs, croyances et citoyenneté dans la Méditerranée antique au Ier millénaire avant J.-C. 
- H4. Le monde des cités grecques
- H5. Rome du mythe à l'histoire
- H6. La naissance du monothéisme juif dans un monde polythéiste

Thème 3. L'Empire romain dans le monde antique
- H7. Conquêtes, paix romaine et romanisation
- H8. Des chrétiens dans l'Empire
- H9. Les relations de l'Empire romain avec les autres mondes anciens : l'ancienne route de la soie et la Chine des Han

#### Géographie
Thème 1. Habiter une métropole
- G1. Les métropoles et leurs habitants
- G2. La ville de demain

Thème 2. Habiter un espace de faible densité
- G3. Habiter un espace à forte(s) contrainte(s) naturelle(s) ou/et de grande biodiversité
- G4. Habiter un espace de faible densité à vocation agricole

Thème 3. Habiter les littoraux
- G5. Littoral industrialo-portuaire, littoral touristique

Thème 4. Le monde habité
- G6. La répartition de la population mondiale et ses dynamiques
- G7. La variété des formes d'occupation spatiale dans le monde

#### Enseignement moral et civique
- Les missions et l'organisation du collège
- L'éducation : un droit, une liberté, une nécessité

- L'enfant une personne
- L'enfant un mineur
- L'enfant une personne qui a des droits et des devoirs

- L'organisation de la commune et la décision démocratique
- Les acteurs locaux et la citoyenneté
- Un thème au choix (10 % du temps)

### Classe de cinquième

#### Histoire
Thème 1. Chrétientés et Islam (VIe – XIIIe siècles), des mondes en contact
- H1. Byzance et l'Europe carolingienne
- H2. De la naissance de l'islam à la fin de l'unité califale : pouvoirs, sociétés, cultures

Thème 2. Société, Église et pouvoir politique dans l'occident féodal (XIe – XVe siècles)
- H3. L'ordre seigneurial : la formation et la domination des campagnes
- H4. L'émergence d'une nouvelle société urbaine
- H5. L'affirmation de l’État monarchique dans le Royaume des Capétiens et des Valois

Thème 3. Transformations de l'Europe et ouverture sur le monde aux XVIe et XVIIe siècles
- H6. Le monde au temps de Charles Quint et Soliman le Magnifique
- H7. Humanisme, réformes et conflits religieux
- H8. Du Prince de la Renaissance au roi absolu (François Ier, Henri IV, Louis XIV)

#### Géographie
Thème 1. La question démographique et l'inégal développement
- G1. La forte croissance démographique et ses effets
- G2. Répartition de la richesse et de la pauvreté dans le monde

Thème 2. Des ressources limitées, à gérer et à renouveler
- G3. L'énergie, l'eau : des ressources à ménager et à mieux utiliser
- G4. L'alimentation : comment nourrir une humanité en croissance démographique et aux besoins alimentaires accrus ?

Thème 3. Prévenir les risques, s'adapter au changement global
- G5. Le changement global et ses principaux effets géographiques régionaux
- G6. Prévenir les risques industriels et technologiques

#### Enseignement moral et civique
- Des êtres humains, une seule humanité
- L'égalité, une valeur en construction
- La sécurité et les risques majeurs

### Classe de quatrième

#### Histoire
Thème 1. Le XVIIIe siècle. Expansions, Lumières et révolutions
- H1. Bourgeoisies marchandes, négoces internationaux et traites négrières au XVIIIe siècle
- H2. L'Europe des Lumières : circulation des idées, despotisme éclairé et contestation de l'absolutisme
- H3. La Révolution française et l'Empire : nouvel ordre politique et société révolutionnaire en France et en Europe

Thème 2. L'Europe et le monde au XIXe siècle
- H4. L'Europe de la révolution industrielle
- H5. Conquêtes et sociétés coloniales

Thème 3. Société, culture et politique dans la France du XIXe siècle
- H6. Une difficile conquête : voter de 1815 à 1870
- H7. La Troisième République
- H8. Conditions féminines dans une société en mutation

#### Géographie
Thème 1. L'urbanisation du monde
- G1. Espaces et paysages de l'urbanisation : géographie des centres et des périphéries
- G2. Des villes inégalement connectées aux réseaux de la mondialisation

Thème 2. Les mobilités humaines transnationales
- G3. Un monde de migrants
- G4. Le tourisme et ses espaces

Thème 3. Des espaces transformés par la mondialisation
- G1. Mers et océans : un monde maritimisé
- G2. L'adaptation du territoire des États-Unis aux nouvelles conditions de la mondialisation
- G3. Les dynamiques d'un grand ensemble géographique africain (au choix Afrique de l'Ouest, Afrique Orientale, Afrique australe)

#### Enseignement moral et civique
- L'exercice des libertés en France
- Droit et Justice en France
- La sûreté : un droit de l’Homme
- Thème au choix

### Classe de troisième

#### Histoire
Thème 1. L'Europe, un théâtre majeur des guerres totales (1914-1945)
- H1. Civils et militaires dans la Première Guerre mondiale
- H2. Démocraties fragilisées et expériences totalitaires dans l'Europe de l'entre-deux-guerres
- H3. La Deuxième Guerre mondiale, une guerre d'anéantissement
- H4. La France défaite et occupée. Régime de Vichy, collaboration, Résistance

Thème 2. Le monde depuis 1945
- H5. Indépendances et construction de nouveaux États
- H6. Un monde bipolaire au temps de la Guerre froide
- H7. Affirmation et mise en œuvre du projet européen
- H8. Enjeux et conflits dans le monde après 1989

Thème 3. Françaises et Français dans la République repensée
- H9. 1944-1947, refonder la République, redéfinir la démocratie
- H10. La Ve République, de la République gaullienne à l'alternance et à la cohabitation
- H11. Femmes et hommes dans la société des années 1950 aux années 1980 : nouveaux enjeux sociaux et culturels, réponses politiques

#### Géographie
Thème 1. Dynamiques territoriales de la France contemporaine
- G1. Les aires urbaines, une nouvelle géographie d'une France mondialisée
- G2. Les espaces productifs et leurs évolutions
- G3. Les espaces de faible densité (espaces ruraux, montagnes, secteurs touristiques peu urbanisés) et leurs atouts

Thème 2. Pourquoi et comment aménager le territoire ?
- G4. Aménager pour répondre aux inégalités croissantes entre territoires français, à toutes les échelles
- G5. Les territoires ultramarins français : une problématique spécifique

Thème 3. La France et l'Union Européenne
- G6. L'Union Européenne, un nouveau territoire de référence et d'appartenance
- G7. La France et l'Europe dans le monde

#### Enseignement moral et civique
- La laïcité
- La République et la citoyenneté
- La vie démocratique
- La défense et la paix

## Programmes du lycée général et technologique

### Classe de seconde générale et technologique (programme depuis septembre 2019)
En classe de seconde, l'histoire-géographie représente 3 heures par semaine. Contrairement au collège, l'EMC est enseigné séparément et représente en moyenne 0,5 heure par semaine.

#### Histoire. Grandes étapes de la formation du monde moderne
Thème 1. Le monde méditerranéen : empreintes de l'Antiquité et du Moyen-Âge
- H1. La Méditerranée antique : les empreintes grecques et romaines
- H2. La Méditerranée médiévale : espace d’échanges et de conflits à la croisée de trois civilisations

Thème 2. XVe – XVIe siècles : un nouveau rapport au monde, un temps de mutation intellectuelle
- H2. L’ouverture atlantique : les conséquences de la découverte du « Nouveau Monde »
- H3. Renaissance, Humanisme et réformes religieuses : les mutations de l’Europe

Thème 3.  L’État à l’époque moderne : France et Angleterre
- H4. L’affirmation de l’État dans le royaume de France
- H5. Le modèle britannique et son influence

Thème 4. Dynamiques et ruptures dans les sociétés des XVIIe et XVIIIe siècles
- H6. Les Lumières et le développement des sciences
- H7. Tensions, mutations et crispations de la société d’ordres

#### Géographie. «Environnement, développement, mobilité: les défis d’un monde en transition»
Thème 1. Sociétés et environnements : des équilibres fragiles
Thème 2. Territoires, populations et développement : quels défis ?
Thème 3. Des mobilités généralisées
Thème 4. L’Afrique australe : un espace en profonde mutation

#### Enseignement moral et civique: « la liberté, les libertés »
Axe 1 : Des libertés pour la liberté 
Questionnement : Quels sont les principes et les conditions de la liberté ?
Axe 2 : Garantir les libertés, étendre les libertés : les libertés en débat 
Questionnement : Comment évoluent la conception et l’exercice des libertés ?

### Classe de première générale (programme depuis septembre 2019)
En classe de première, l'histoire-géographie représente 3 heures par semaine. L'EMC représente en moyenne 0,5 heure par semaine.

#### Histoire. «Nations, empires, nationalités (de 1789 aux lendemains de la Première Guerre mondiale)»
Thème 1 : L’Europe face aux révolutions
- H1. La Révolution française et l’Empire : une nouvelle conception de la nation
- H2.  L’Europe entre restauration et révolution (1814-1848)

Thème 2 : La France dans l’Europe des nationalités : politique et société (1848-1871)
- H3.  La difficile entrée dans l’âge démocratique : la Deuxième République et le Second Empire
- H4. L’industrialisation et l’accélération des transformations économiques et sociales en France
- H5.  La France et la construction de nouveaux États par la guerre et la diplomatie

Thème 3 :  La Troisième République avant 1914 : un régime politique, un empire colonial 
- H6. La mise en œuvre du projet républicain
- H7. . Permanences et mutations de la société française jusqu’en 1914
- H8.  Métropole et colonies

Thème 4 : La Première Guerre mondiale : le « suicide de l’Europe » et la fin des empires européens
- H9.  Un embrasement mondial et ses grandes étapes
- H10. Les sociétés en guerre : des civils acteurs et victimes de la guerre
- H11.  Sortir de la guerre : la tentative de construction d’un ordre des nations démocratiques

#### Géographie. «Les dynamiques d’un monde en recomposition»
Thème 1 : La métropolisation : un processus mondial différencié
- Les villes à l’échelle mondiale : le poids croissant
- Des métropoles inégales et en mutation.

Thème 2 : Une diversification des espaces et des acteurs de la production
- Les espaces de production dans le monde : une diversité croissante.
- Métropolisation, littoralisation des espaces productifs et accroissement des flux

Thème 3 : Les espaces ruraux : multifonctionnalité ou fragmentation ?
- La fragmentation des espaces ruraux.
- Affirmation des fonctions non agricoles et conflits d’usages

Thème 4 conclusif : La Chine : des recompositions spatiales multiples
- Développement et inégalités.
- Des ressources et des environnements sous pression.
- Recompositions spatiales : urbanisation, littoralisation, mutations des espaces ruraux.

### Classe de terminale générale (depuis septembre 2020)
En classe de terminale générale, l'histoire-géographie représente 3 heures par semaine. L'EMC représente en moyenne 0,5 heure par semaine. 

#### Histoire. «Les relations entre les puissances et l’opposition des modèles politiques, des années 1930 à nos jours»
Thème 1 : Fragilités des démocraties, totalitarismes et Seconde Guerre mondiale (1929-1945)
H1. L’impact de la crise de 1929 : déséquilibres économiques et sociaux
H2.  Les régimes totalitaires
H3. La Seconde Guerre mondiale
Thème 2 : La multiplication des acteurs internationaux dans un monde bipolaire (de 1945 au début des années 1970)
H4.  La fin de la Seconde Guerre mondiale et les débuts de la guerre froide
H5. Une nouvelle donne géopolitique : bipolarisation et émergence du tiers-monde
H6.  La France : une nouvelle place dans le monde
Thème 3 : Les remises en cause économiques, politiques et sociales des années 1970 et 1980 
H7.  Les changements économiques et leurs conséquences 
H8.  La modification des grands équilibres politiques 
H9. Un tournant social et culturel, la France de 1974 à 1988 
Thème 4 : Le monde, l’Europe et la France depuis les années 1990, entre coopérations et conflits 
H10.  Nouveaux rapports de puissance et enjeux mondiaux 
H11. La construction européenne entre élargissement, approfondissement et remises en question 
H12.  Les évolutions de la République française 

#### Géographie. «Les territoires dans la mondialisation: entre intégrations et rivalités»
Thème 1 : Mers et océans : au cœur de la mondialisation
Thème 2 :  Dynamiques territoriales, coopérations et tensions
Thème 3 : L’Union européenne dans la mondialisation : des dynamiques complexes
Thème 4 conclusif : La France et ses régions dans l’Union européenne et dans la mondialisation : lignes de force et recompositions

## Sources
- Anne-Marie Gérin-Grataloup, Michel Solonel et Nicole Tutiaux-Guillon, « Situations-problèmes et situations scolaires en histoire-géographie », Revue française de pédagogie, no 106,‎ 1994, p. 25–37 (ISSN 0556-7807, lire en ligne, consulté le 9 décembre 2023)
- Yannick Mével et Nicole Tutiaux-Guillon, Didactique et enseignement de l'Histoire-Géographie au Collège et au Lycée, Paris, Editions Publibook, 4 avril 2013, 291 p. (ISBN 978-2-342-00510-3, lire en ligne)
- Claude Basuyau et Simonne Guyon, « Consignes de travail en histoire-géographie : contraintes et libertés », Revue française de pédagogie, no 106,‎ 1994, p. 39–46 (ISSN 0556-7807, lire en ligne, consulté le 9 décembre 2023)
- Nicole Tutiaux-Guillon, « Éduquer au développement durable ou enseigner le développement durable en histoire-géographie : enjeux sociopolitiques et discipline scolaire », Phronesis, vol. 2, nos 2-3,‎ 2013, p. 114–121 (ISSN 1925-4873, DOI 10.7202/1018079ar, lire en ligne, consulté le 9 décembre 2023)
- (en) Suzanne Citron, « Dans l'enseignement secondaire : Pour I’ « aggiornamento » de l'histoire-géographie », Annales. Histoire, Sciences Sociales, vol. 23, no 1,‎ février 1968, p. 136–143 (ISSN 0395-2649 et 1953-8146, DOI 10.3406/ahess.1968.421891, lire en ligne, consulté le 9 décembre 2023)